# Arturo Balestrieri
Arturo Giuseppe Enrico Balestrieri (Roma, 1º marzo 1874 – Cremona, 31 gennaio 1945) è stato un marciatore, calciatore, dirigente sportivo e giornalista italiano, tra i fondatori della S.P. Lazio nel 1900.

## Biografia
Dal 1906 al 1907 fu segretario nazionale della Federazione Podistica Italiana sotto la presidenza di Romeo Gallenga Stuart, divenuta poi Federazione Italiana Sports Atletici (oggi Federazione Italiana di Atletica Leggera), della quale fu nuovamente segretario dal 1907 al 1908.

## Atletica leggera
Si cimentò nell'atletica leggera sin dalla giovane età. Nel 1906 arrivò secondo nella 25 km di marcia ai primi campionati italiani assoluti di atletica leggera tenutisi a Milano, presso l'Arena Civica. L'anno successivo fu campione italiano nei 10 000 metri di marcia ai campionati italiani di Roma con il tempo di 48'48"0. Fu detentore del record italiano nei 1500 metri di marcia con 6'48". Balestrieri fu anche vincitore delle prime tre edizioni del Giro di Roma di marcia (1906, 1907, 1908).

### Record nazionali
- 1500 metri di marcia: 6'48"

### Campionati nazionali
- 1 volta campione italiano assoluto dei 10 000 metri di marcia

1906
- Argento ai campionati italiani assoluti di atletica leggera, 25 kmdi marcia - 2h29'24"1/5

1907
- Oro ai campionati italiani assoluti di atletica leggera, 10 000 metri di marcia - 48'48"0[3]

1908
- Argento ai campionati italiani assoluti, 10 000 metri di marcia - 52'00"0

## Pubblicazioni
Arturo Balestrieri fu autore di diversi libri relativi allo sport, tra i quali:
- Del Podismo (PDF), su fidal.it, Milano, FIDAL - Centro sudi & ricerche, 1909, SBN IEI0109441.
- Il giuoco del basket ball (palla al cesto) del dottore Luther Halsey Gulick (inventore), Milano, Società editoriale italiana, 1919, SBN PUV0922619.
- Natatoria: il nuoto in generale, applicazioni del nuoto, varietà, Milano, La Gazzetta dello Sport, 1924, SBN UBO1844413.
- Il nuoto. Lezioni popolari, Milano, 1919, SBN LO10375495.